# 富山県総合体育センター
富山県総合体育センター（とやまけんそうごうたいいくセンター）は、富山県富山市秋ヶ島にあるプール施設をもつ総合運動施設。愛称は「スポーツパレス」。また当センターには、運動施設を有する都市公園（運動公園）富山県空港スポーツ緑地が隣接している。管理者は、ともに公益財団法人富山県スポーツ協会である。

## 概要
置県100年記念事業の一環として、富山空港に隣接したこの地に1984年5月31日に開設された。また、温水プールも1984年度に着工し、1985年5月15日に竣工した（一般開放は6月3日）。宿泊施設も完備しており、富山県における体育・スポーツ振興、競技力向上および指導者の育成・研修、合宿、地域スポーツから国際大会まであらゆる規模の競技会の開催を目的としている。敷地面積は約5.0ha、延床面積は19,667m2である。利用可能時間は平日が9:00～21:00、日曜日および祝日が9:00～17:00、休館日は火曜日と祝日の翌日、年末年始である。なお温水プール・サウナは閉館1時間前に終了し、日曜・祝日と夏季は10:00から、その他は14:00からの利用となる。
現在は、Bリーグ・富山グラウジーズのサブアリーナとして主催試合が年に数試合行われているほか、国内外の各競技のナショナルチームがオリンピック・世界選手権大会などの国際大会直前に行う強化合宿の会場となることもある。
約1km強離れた富山市友杉の富山南総合公園内に、名称のよく似た運動施設である富山市体育文化センター（北緯36度38分20.1秒 東経137度11分50.6秒 / 北緯36.638917度 東経137.197389度）が存在するため、混同に注意が必要である。こちらは富山市の管理する施設であり、規模は県総合体育センターより一回り小さい。

## 施設

### 富山県総合体育センター

#### 大アリーナ棟
- 大アリーナ
  - 競技フロア: 50m×36m（ハンドボール1面、バスケットボール2面、テニス3面、バレーボール3面、バドミントン10面、卓球、体操全種目、その他兼用）[1]
  - 観覧席: 3,024席（固定 2,000席、移動 1,024席、その他身障者席）[1]
  - 控え室 2室、更衣室、シャワー室、器具庫、来賓室、ロッカーコーナー等

#### サービス棟
- エントランスホール、会議室 1室
- スポーツラウンジ
  - 卓球コーナー（卓球室）、小アリーナ（ビームライフル）、ビリヤードコーナー、キッズコーナー、VTR室（休憩スペース）喫茶コーナー、情報コーナー、

#### 中アリーナ棟
- 中アリーナ
  - 競技フロア: 45m×30m（ハンドボール1面、バスケットボール2面、9人制バレーボール兼テニス2面、6人制バレーボール3面、バドミントン6面、卓球、体操全種目、その他兼用）
  - 指導員室、器具庫等

#### プール棟
- 鉄筋コンクリート造り2階建て[1]
- 50m温水プール（水面積1,050m2、富山県内では最初の設置である）[1]
  - プールの大きさ: 1コース幅2.5m、8コース（WA・国際・全国級公認）
  - 水深: 大会時1.60m～1.99m（競泳・水球・シンクロ競技可能）／一般開放時1.20m～1.55m[1]
  - 温度（水温・室温）: 大会時25度／一般開放時28度／プール室25度（フロアヒーティング採用）
  - 照度: 3段階（1,000Lx・800Lx・350Lx）
  - 観客席:（2階に500席、暑さや湿気を防ぐため総ガラスで仕切られている）[1]
- 飛込温水プール（水面積406.25m2）
  - プールの大きさ: 1コース幅2.5m、長さ25m、7コース
  - 水深: 3.80m～4.00m
  - 温度（水温・室温）: プール通年温水（冷却可能）室温30度（床暖房併用）
  - 照度: 2段階（750Lx・375Lx）
  - ジャグジー
  - 2階スポーツギャラリー（立ち見席約100人）
- 更衣室、指導員室、器具庫等、採暖コーナー、浴室・サウナ室等[1]

#### 研修棟
- トレーニング室、体力測定室、運動機能測定室、小研修室、体力相談室、指導員室、更衣室、大研修室、研究室、中研修室（40畳）、講師室、食堂、宿泊室（定員60名）、浴室

## 交通アクセス
- 富山駅南口バスのりば6番から富山地方鉄道バスで約25分
  - 36系統「総合運動公園」行き、「富山県広域消防防災センター前」行き、「成子経由八尾鏡町」行き、総合体育センター前バス停よりすぐ
  - 「直行富山空港行き」、上記36系統の富山空港バス停より徒歩約2分
- 富山空港より徒歩約1分
  - 富山空港と体育センターとの間に連絡通路が供用開始（2018年3月16日）され、富山空港バス停から雨や雪に濡れずにアクセスできるルートができた。

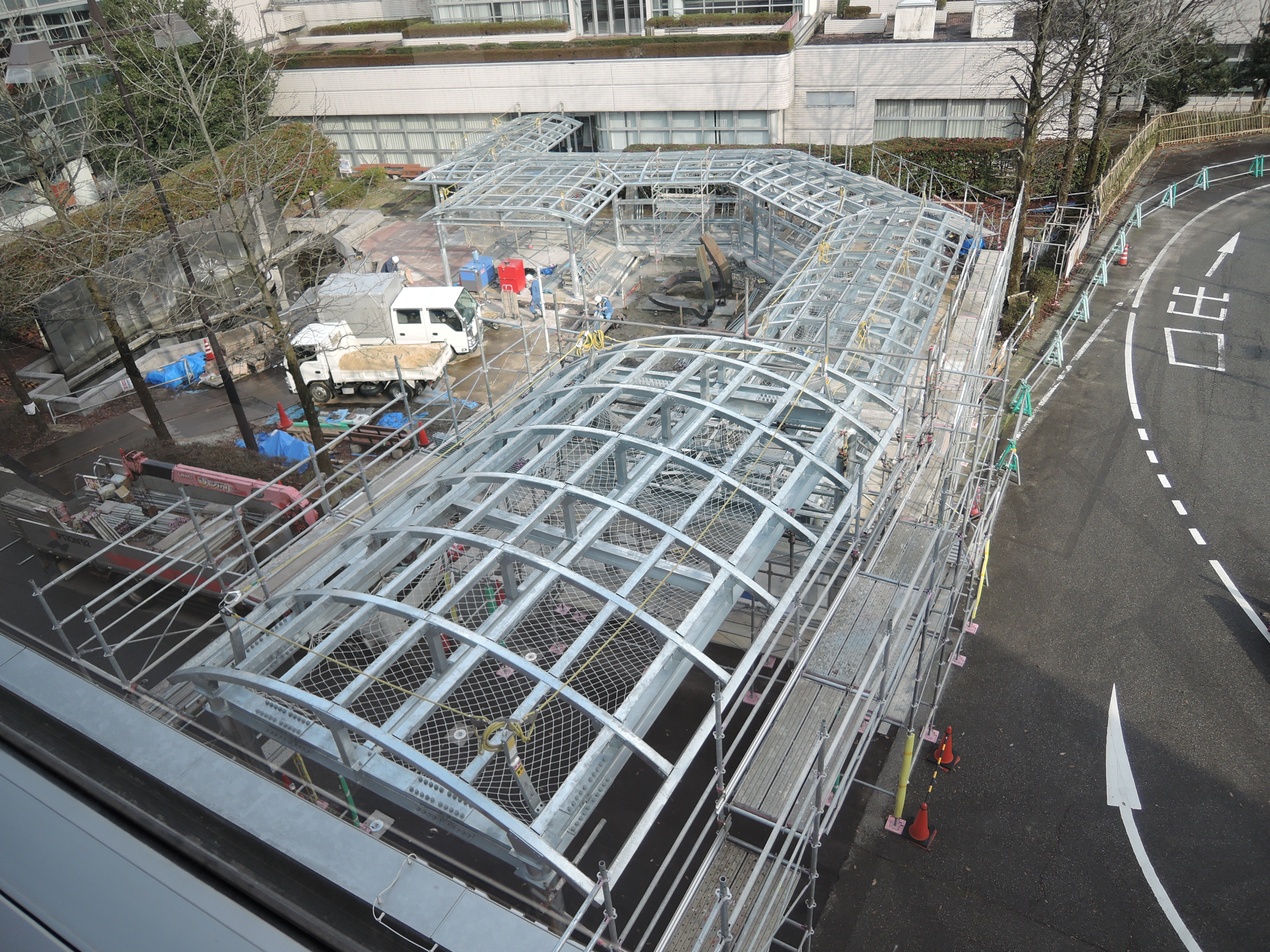
富山空港ー県総合体育センター間連絡通路（建設中のもの）。空港ターミナルビル３Fより撮影

- 北陸自動車道富山ICよりすぐ